# Västregölen (Fridlevstads socken, Blekinge)
Västregölen är en sjö i Karlskrona kommun i Blekinge och ingår i Lyckebyån-Nättrabyåns kustområde.